# Wyndham Lewis
Wyndham Lewis   (Amherst, 18 de novembre de 1882 - Londres, 7 de març de 1957) fou un pintor, novel·lista i crític anglès, el qual va fundar el moviment vorticista.

## Biografia

### Primers anys
De pare estatunidenc i mare britànica, Wyndham Lewis va néixer en un iot prop d'Amherst (Nova Escòcia, el Canadà). Anà a Anglaterra de petit i estudià primer a la Rugby School i després pintura a la Slade School of Fine Art del 1898 al 1901, encara que fou expulsat de tots dos centres educatius pel seu mal comportament. Més tard, va viatjar i viure al continent europeu durant set anys: els Països Baixos, Alemanya, Espanya (hi va treballar fent còpies d'algunes obres de Goya al Museu del Prado) i, sobretot, París (on hi va romandre quatre anys i es va fer amic d'Augustus John).
El 1909 tornà a Anglaterra i comença la seua carrera com a escriptor al diari The English Review, el qual va publicar els seus primers relats curts. Poc després va començar a pintar: cap al 1910, les seues composicions van començar a incorporar elementss cubistes i els seus treballs foren exhibits juntament amb els del Camden Town Group i al costat de les pintures del postimpressionista Roger Eliot Fry (1912). Vers el 1912, Wyndham Lewis ja havia configurat un llenguatge propi en el qual podia observar-se no només una reinterpretació del cubisme, sinó també de l'expressionisme, del futurisme i de la xilografia japonesa fins al punt que, en els anys previs a la Primera Guerra Mundial, ja havia esdevingut una de les figures capdavanteres de l'art d'avantguarda anglès.
Va treballar durant un breu temps amb Roger Eliot Fry als Omega Workshops (ho va deixar aviat per discrepàncies amb Fry) i el 1914 creà el Rebel Art Centre, on es formà el vorticisme, un moviment del qual va ser la figura principal (al costat d'Edward Wadsworth i de Henri Gaudier-Brzeska) i per al qual va editar la revista literària Blast. Aquesta revista (de només dues edicions, una del 1914 i l'altra del 15 de juliol del 1915), erigida en un agressiu portaveu del moviment, li va publicar una peça dramàtic titulada Enemy of the Stars (1914), la qual és el primer text que recreava en literatura la pintura abstracta d'avantguarda i que s'anticipava al James Joyce més radical. A partir del 1911 va desenvolupar un estil semiabstracte, angular i geomètric, el vorticisme, que ha estat vinculat al cubisme, al futurisme i a la poètica imaginista i neoclassicista inspirada per T. E. Hulme., el qual es basava en formes arquitectòniques i en l'estructura de les màquines.

### Primera Guerra Mundial

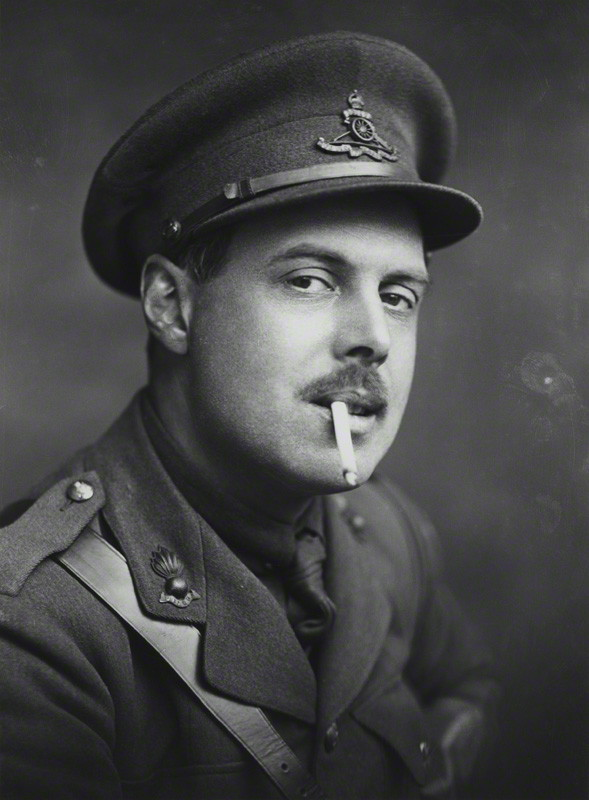
Wyndham Lewis el 1917

Quan es va declarar la Primera Guerra Mundial, Lewis fou destinat al front occidental com a segon tinent d'artillers. Després de la batalla de Passendale (el 1917), fou designat "artista oficial de guerra" pels governs britànic i canadenc i va incorporar el seu estil als retrats del front que pintava. La seua primera novel·la, Tarr va aparèixer en forma de llibre el 1918 després d'haver estat publicada de manera serialitzada durant 1916-1917 a la prestigiosa revista literària The Egoist. En aquesta novel·la, retrat vivaç de les vides dels artistes del París bohemi i cosmopolita, va reaccionar contra la crisi de la narrativa tradicional: va atacar durament la tècnica de l'exploració introspectiva de Joyce i de Virginia Woolf i va crear personatges plàstics i mecànics, descrits segons la poètica de l'"estil extern" que va caracteritzar gairebé totes les seues novel·les, amb al·lucinants descripcions còmiques i grotesques, de vegades inintel·ligibles, com s'esdevé a The Apes of God (1930), punyent sàtira del Grup de Bloomsbury i de la intel·lectualitat del Londres de l'època, o en l'ambiciosa trilogia The Human Age: The Childermass (1928), Monstre Gai (1955) i Malign Fiesta (1955). Lewis documentaria més tard les seues experiències d'aquesta època en Blasting and Bombardiering (1937). Després de la fi del conflicte i havent tornat a la vida civil, va intentar revitalitzar el vorticisme fundant l'avantguardista Group X (1919) i creant la revista The Tyro (només amb dos números, 1921-1922), però va fracassar.

### Període d'entreguerres

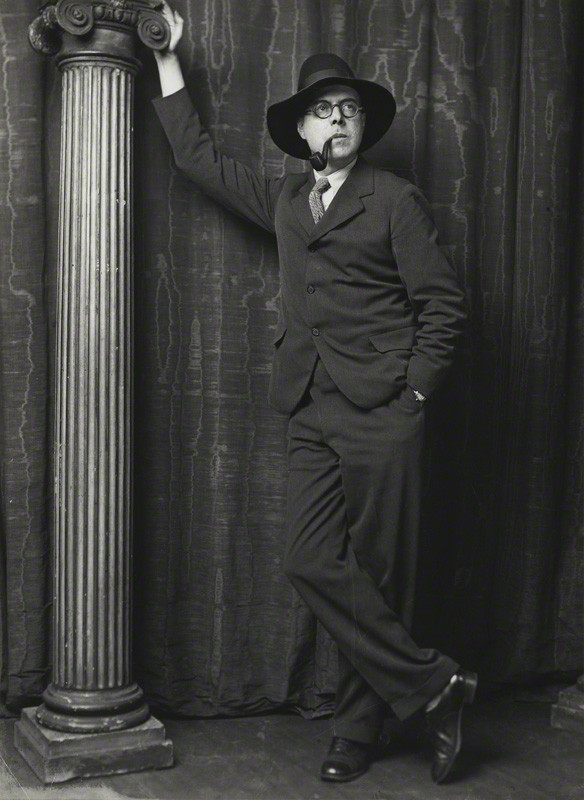
Wyndham Lewis el 1929 fotografiat per George Charles Beresford.

Durant la dècada del 1920, moment en què les seues pintures es van veure influïdes pels corrents dadaistes i surrealistes, va destacar principalment com a escriptor de novel·les i publicacions sobre política, filosofia i literatura (com ara, Wild Bodies el 1927), la qual cosa el va enfrontar amb la majoria de la intel·lectualitat britànica. Va prosseguir la seua campanya per a renovar les arts en revistes emblemàtiques de l'època: The Tyro (1921-1922) i The Enemy (1927 i 1929). Durant les dècades del 1920 i 1930 es van accentuar, entre reflexions, invectives i polèmiques, els elements antiliberals de la seua ideologia, com es posa de manifest en The Art of Being Ruled (1926), assajos sociopolítics en què expressa la seua simpatia pel feixisme italià i Hitler (1931). Aquest darrer és un assaig crític en el qual, i a l'estil de molts intel·lectuals de l'època (com el mateix Winston Churchill), feia una defensa del futur dictador alemany. Més tard, una vegada que Hitler va pujar al poder, Lewis publicaria The Hitler Cult (1939), en el qual abjurava de manera ferma de les seues opinions d'una dècada abans (tot i així, Lewis ja estava políticament condemnat).
Després d'ésser més conegut per la seua escriptura que per la seua pintura, durant la dècada del 1920 i principis de la del 1930, Wyndham Lewis va tornar a la pintura i les seues obres pictòriques dels anys 1930 i 1940 han esdevingut les més conegudes de tota la seua carrera com a pintor. Tot i que, de primer, havia estat plenament abstracte, la seua evolució el va portar a un figurativisme cubistitzant, del qual és mostra La rendició de Barcelona (1936-1937, Tate, Londres). Lewis estava treballant en aquesta pintura l'any de l'esclat de la Guerra Civil espanyola del 1936-1939. El conflicte espanyol fou l'escenari de la novel·la de Lewis The Revenge for Love, la qual fou publicada el 1937. No obstant això, Lewis va negar qualsevol connexió entre aquesta pintura i el llibre.
Les pintures més conegudes d'aquests darrers anys són els seus retrats incisius, els quals foren molt admirats. Cal destacar-ne, d'entre tots ells, els dos que va fer per a Adolf Hitler (Hitler, 1931, i El culte de Hitler, 1939) i que van aixecar una certa hostilitat entre els seus coetanis perquè foren vistos com una mostra de suport a la figura del canceller alemany. D'altra banda, el rebuig que va generar el seu retrat de T. S. Eliot (Durban Art Gallery) va provocar la dimissió d'Augustus John de la Royal Academy of Arts el 1938.

### Segona Guerra Mundial i postguerra
Durant la Segona Guerra Mundial, Wyndham Lewis i la seua muller (amb la qual es va casar el 1929) van residir en diferents indrets dels Estats Units i del Canadà (sorprenentment, Lewis detestava tots dos països). Després del seu retorn a Londres, el 1945 va començar a treballar com a crític d'art per al programa setmanal de la BBC The Listener (1946-1951), al mateix temps que una malaltia venèria l'anava deteriorant la vista fins que el va deixar definitivament cec el 1951.
Va morir el 7 de març del 1957 al Westminster Hospital (Londres) com a conseqüència del tumor que se li havia desenvolupat a la pituïtària i que li havia causat la ceguesa.

## Estil pictòric

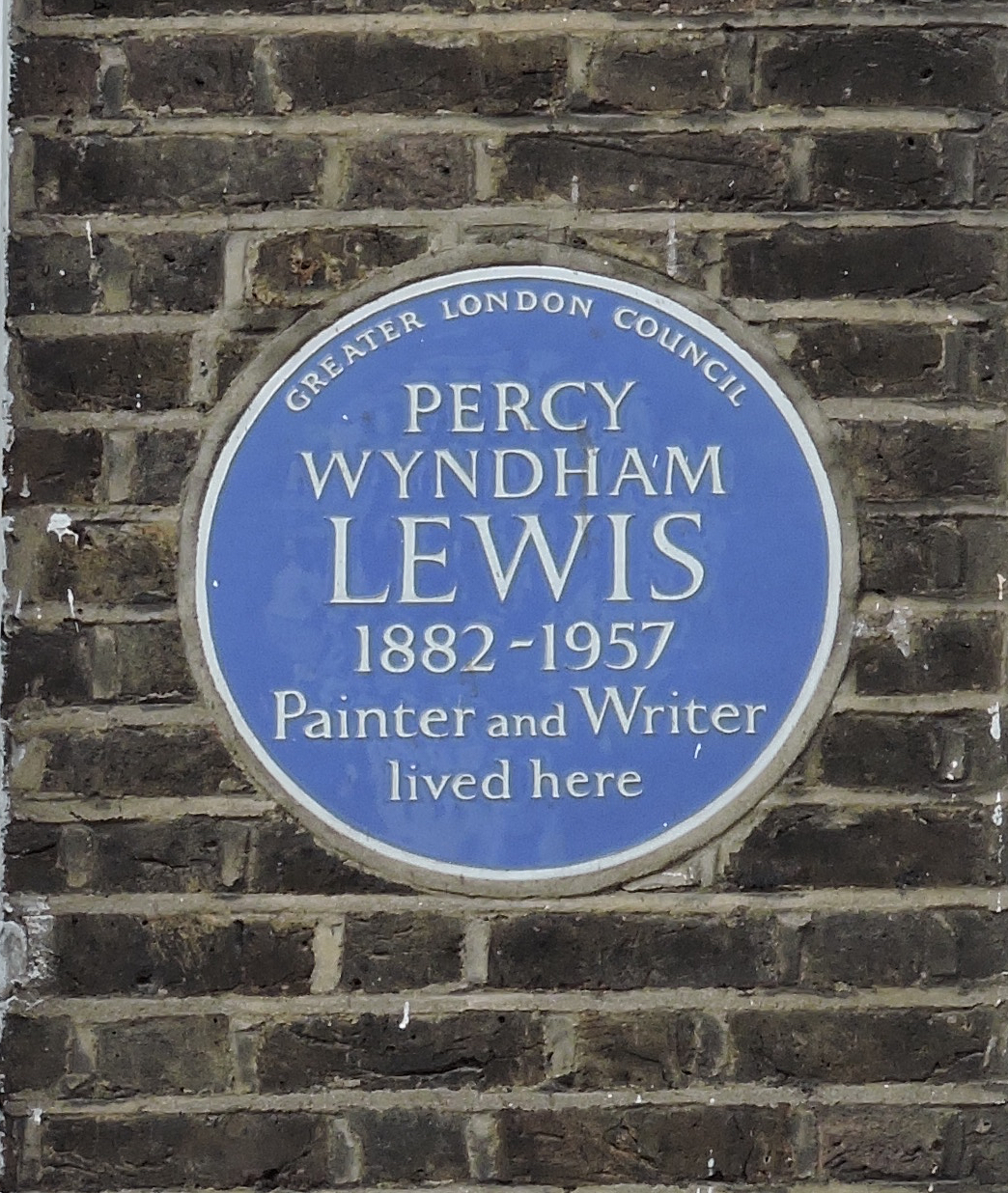
Placa en honor de Wyndham Lewis a un carrer londinenc

Lewis va ser el més original i personal dels principals artistes en activitat durant les primeres dècades del segle xx, i un dels primers artistes europeus que van crear pintures i dibuixos abstractes completament no figuratius. Va agafar trets del cubisme i del futurisme per a crear el seu propi estil, sense acceptar, però, cap de les dues escoles. Acusà el cubisme d'haver fracassat en el seu intent de "sintetitzar la qualitat de la VIDA amb el significat del pes espiritual que és el senyal de tot l'art important" i de ser simples acrobàcies de la intel·ligència visual. Els futuristes, va escriure, tenien la vivacitat i la qualitat de vida que els mancava als cubistes, però en canvi els faltava la grandesa i les "grans qualitats" que havia aconseguit el cubisme. Per a Wyndham Lewis, el vorticisme era "elèctric i amb una vitalitat controlada i vívida".

## Narrativa
Sarcàstic, iconoclasta, paradoxal i anticonvencional, la literatura de Wyndham Lewis (intel·lectualista i admirada per T. S. Eliot i per Ezra Pound) palesa un individualisme exaltat, que el portà durant una etapa de la seua vida a la defensa del feixisme. A Time and Western Man (1927) va confirmar (en el pla artístic i d'acord amb la seua poètica de rigorosa objectivitat antiromàntica) el seu rebuig a les filosofies "irracionalistes" (Bergson i Whitehead, entre d'altres). També resulta d'especial interès Men Without Art (1934), on critica despietadament Joyce, Pound, Gertrude Stein i Hemingway, els quals procedien del mateix corrent avantguardista. De la resta de la seua vasta obra narrativa destaquen The Revenge for Love (1937), la novel·la autobiogràfica Self-Condemned (1954) i les autobiografies Blast and Bombardiering (1937) i Rude Assignement (1950).
Després de l'ostracisme i l'aïllament del que va ésser objecte pel seu temperament difícil i autodestructiu, i, també, per l'escàndol que van provocar les seues postures reaccionàries (W.H. Auden l'anomenava "el vell volcà solitari de la dreta"), la crítica va revaloritzar el primer període de la seua obra. T. S. Eliot el va definir com "la personalitat més fascinant del nostre temps ... En l'obra de Lewis reconeixem el pensament de la modernitat i l'energia de l'home de les cavernes".

## Obres destacades

### Pictòriques

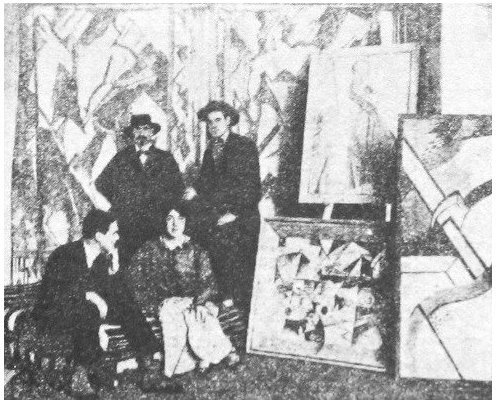
Kate Lechmere, Cuthbert Hamilton (assegut), Edward Wadsworth i Wyndham Lewis al Rebel Art Centre (Londres, març del 1914)

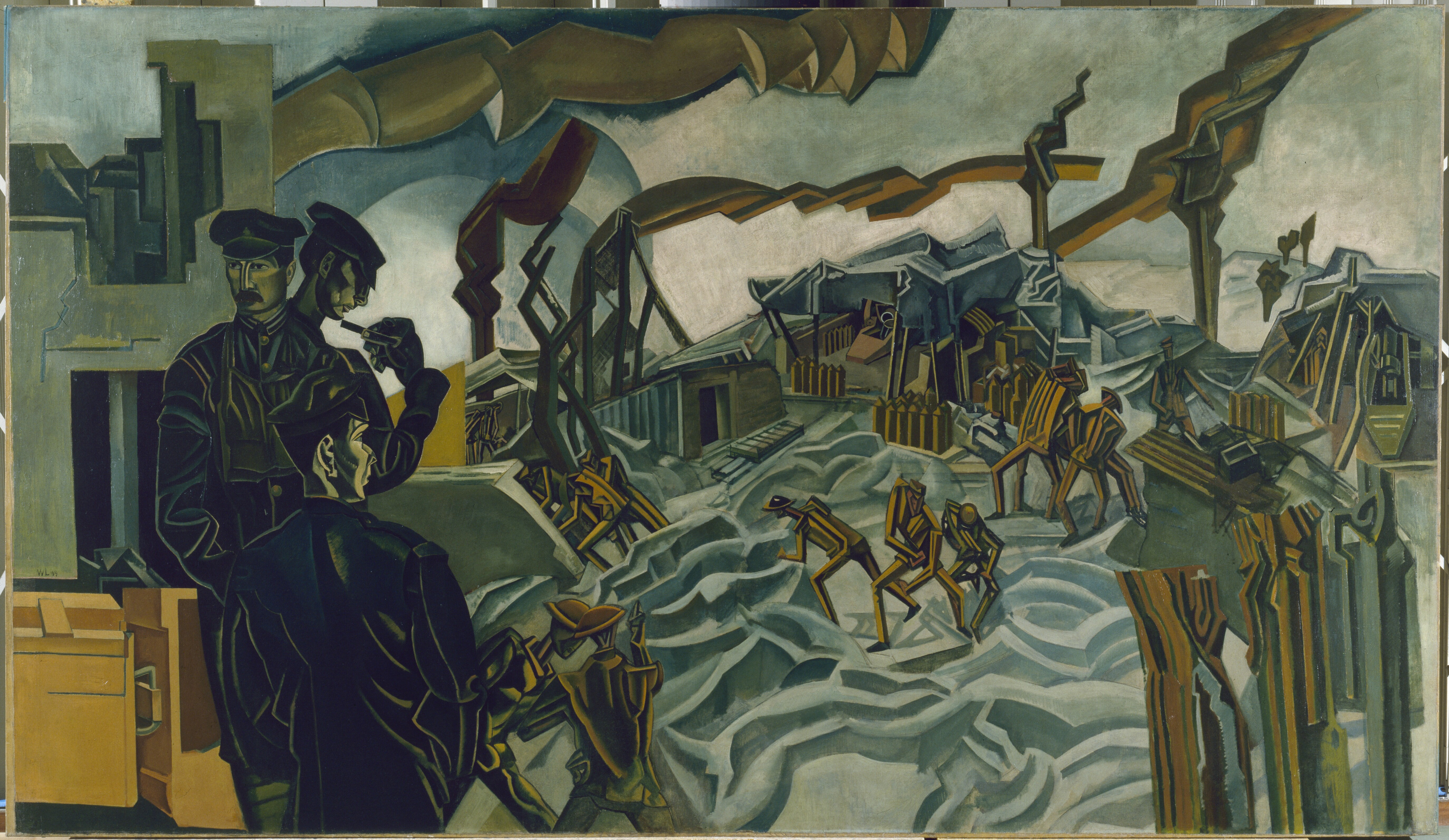
A Battery Shelled (1919)

- Virginia Woolf (Victoria and Albert Museum, Londres)
- Drawing of The Great War No. 1 (Southampton City Art Gallery, Southampton, Anglaterra)
- Great War Drawing No. 2 (Southampton City Art Gallery, Southampton, Anglaterra)
- Portrait of Stephen Spender (Potteries Museum & Art Gallery, Stoke-on-Trent, Anglaterra)
- Combat No. 2 (Victoria and Albert Museum, Londres)
- Stooping Nude Boy (1900, UCL Art Museum, University College de Londres, Londres)
- Portrait of a man (ca. 1906, col·lecció privada)
- Autoretrat (ca. 1906, col·lecció privada)
- The Celibate (1909, col·lecció privada)
- Two Mechanics (ca. 1912, Tate)
- Sunset among the Michelangelos (ca. 1912, Victoria and Albert Museum, Londres))
- Indian Dance (1912, Tate)
- Two Women (1912, Arts Council Collection, Southbank Centre, Londres)
- The Dancers, study for 'Kermesse' (1912, Manchester Art Gallery, Manchester, Anglaterra)
- The Dancers (1912, Manchester Art Gallery, Manchester, Anglaterra)
- Timon of Athens - The Thebaid (1912, col·lecció privada)
- Sir Stafford Cripps(1912, The Higgins Art Gallery & Museum, Bedford, Anglaterra)
- The Centauress (1912, The Higgins Art Gallery & Museum, Bedford, Anglaterra)
- The Vorticist (1912, Southampton City Art Gallery, Southampton, Anglaterra)
- Kermesse (1912, Centre d'Art Britànic de Yale, New Haven, Connecticut)
- Planners: Happy Day (1912-1913, Tate, Londres)
- Figure composition (Man and woman with two bulldogs) (1912-1913, Art Gallery of New South Wales, Sydney, Austràlia)
- Composition (1913, Tate, Londres)
- Protraction (1913, col·lecció privada)
- Design for a screen for the Omega Workshop (1913, col. privada)
- At the Seaside (1913, Victoria and Albert Museum, Londres)
- Combat No. 3 (1914, col·lecció privada)
- Circus Scene (1914, col·lecció privada)
- Spanish Dance (1914, col·lecció privada)
- Workshop (ca. 1914-1915, Tate, Londres)
- Vorticist Composition (1915, Tate)
- The Crowd (exhibit el 1915, Tate)
- Gossips (1917, Victoria and Albert Museum, Londres)
- The Psychologist (1917, col. privada)
- Shell-Humping (1918, castell de Norwich, Norwich, Anglaterra)
- To Wipe Out (1918, Mayor Gallery, Londres)
- Officers and Signallers(1918, Museu Imperial de la Guerra, Londres)
- Drag Ropes (1918, Manchester Art Gallery, Manchester, Anglaterra)
- Battery Pulling In II (1918, Manchester Art Gallery, Manchester, Anglaterra)
- Female Nude (1919, Leeds Art Gallery, Leeds, Anglaterra)
- Crouching Woman (ca. 1919, Tate)
- Crouching Nude (ca. 1919, Tate)
- Girl Reclining (ca. 1919, Tate)
- A Battery Shelled (1919, Museu Imperial de la Guerra, Londres)
- The Howitzer (1919, Arts Council Collection, Southbank Centre, Londres)
- Head of Ezra Pound (ca. 1920, col·lecció privada)
- Madge Pulsford (1920, Tate)
- Madge Pulsford (1920, Tate)
- A Reading of Ovid (Tyros) (1920-1921, Galeria Nacional d'Art Modern d'Escòcia, Edimburg)
- Seated Figure (ca. 1921)
- Praxitella (ca. 1921, Leeds Art Gallery, Leeds, Anglaterra)
- Seated Figure (ca. 1921, Galeria Nacional d'Art Modern d'Escòcia, Edimburg)
- Autoretrat (1921, Manchester Art Gallery, Manchester, Anglaterra)
- Abstract Composition (1921, col·lecció privada)
- Portrait of Ezra Pound (1921, Manchester Art Gallery, Manchester, Anglaterra)
- Portrait of the Artist (ca. 1922, col·lecció privada)
- Red and Black Olympus (1922, col·lecció privada)
- Retrat d'Edwin Evans (1922-1923, Galeria Nacional d'Art Modern d'Escòcia, Edimburg)
- Dame Edith Sitwell (ca. 1922-1928, The Higgins Art Gallery & Museum, Bedford, Anglaterra)
- Portrait Sketch: Seated Woman with Beads (ca. 1923, Tate)
- Portrait Sketch: Seated Woman Wearing Pendant (1923, Tate)
- Mrs Schiff (1923-1924, Tate)
- Edith Sitwell (1923-1935, Tate, Londres)
- The Sibyl (1926, col·lecció privada)
- Creation Myth (1927, Tate)
- Bagdad (1927-1928, Tate)
- Femme Surrealist (1929, col·lecció privada)
- Girl at a Table (1929, col. privada)
- L'Homme Surrealist (1929, col·lecció privada)
- Cubist Museum (ca. 1930, col. privada)
- Portrait of Thomas Stearns Eliot (ca. 1930, National Gallery of Victoria, Melbourne, Austràlia)
- Wing Commander Orlebar (1932, Leeds Art Gallery, Leeds, Anglaterra)
- Miss Edith Evans (1932, col. privada)
- Autoretrat (1932, Ingram Collection of Modern British Art, Woking, Surrey, Anglaterra)
- Noël Coward (1932, Ingram Collection of Modern British Art, Woking, Surrey, Anglaterra)
- The Convalescent (1933, col·lecció privada)
- Three Veiled Figures (1933, Leeds Art Gallery, Leeds, Anglaterra)
- Inca with Birds (1933, Arts Council Collection, Southbank Centre, Londres)
- Portrait of Froanna (1933, col·lecció privada)
- Red Scene (1933-1936, Tate)
- The Sheik's Wife (1933-1936, col·lecció privada)
- Creation Myth (1933-1936, New College, Universitat d'Oxford)
- Figures in an Interior (1934, Pallant House Gallery, Chichester, Anglaterra)
- La rendició de Barcelona (1936-1937, Tate, Londres)
- Newfoundland (1936-1937, New College, Universitat d'Oxford)
- Red Portrait (1937, col·lecció privada)
- Inferno (1937, National Gallery of Victoria, Melbourne, Austràlia)
- Pensive Head (1938, Tullie House Museum and Art Gallery, Carlisle, Anglaterra)
- La Suerte (1938, Tate)
- Mexican Shawl (1938, Bristol City Museum and Art Gallery, Bristol, Anglaterra)
- (Lady) Naomi Mitchison (1938, Scottish National Portrait Gallery), Edimburg, Escòcia)
- Portrait of Josephine Plummer (1939, col. privada)
- Ezra Pound (1939, Tate, Londres)
- The Artist's Wife (1940, col. privada)
- Three Martyrs (ca. 1941-1942, col. privada)
- The King Plays (1942, Ashmolean Museum, Oxford, Anglaterra)
- A Canadian War Factory (1943, Tate)
- Nigel Tangye (1946, Tate)
- Study for a portrait of T. S. Eliot (1949, col·lecció privada)[19][20][21]

### Literàries
- Tarr (1918, la primera novel·la de Lewis i en la qual satiritza l'art i els artistes del París bohemi)
- The Caliph's Design (1919)
- The Art of Being Ruled (1926)
- Time and Western Man (1927)
- The Lion and the Fox (1927)
- The Wild Body (1927)
- Paleface (1929)
- The Childermass: Section I (1928)
- The Apes of God (1930)
- The Diabolical Principle and the Dithyrambic Spectator (1931)
- Hitler (1931, un breu resum de les polítiques d'Alemanya i d'Adolf Hitler durant l'ascens del nazisme)
- The Roaring Queen (1931)
- Doom of Youth (1932)
- Filibusters in Barbary (1932)
- Snooty Baronet (1932)
- The Old Gang and the New Gang (1933)
- Men without Art (1934)
- Left Wings Over Europe (1936)
- Blasting and Bombardiering (1937)
- Count Your Dead: They Are Alive! (1937)
- The Revenge for Love (1937)
- The Mysterious Mr Bull (1938)
- The Hitler Cult (1939)
- The Jews: Are They Human? (1939, un text antifeixista i prosemita. El títol és una al·lusió irònica al de G. J. Renier, The English: Are They Human?, de l'any 1931 i no pas un qüestionament del tarannà jueu. Tot i així, fou criticat negativament per la revista The British Union Quarterly i ben rebut pel diari The Jewish Chronicle)
- America, I Presume (1940)
- Anglosaxony: A League that Works (1941)
- The Vulgar Streak (1941)
- America and Cosmic Man (1948)
- Rude Assignment (1950)
- Rotting Hill (1951)
- The Writer and the Absolute (1952)
- Self Condemned (1954)
- Malign Fiesta (1955)
- Monstre Gai (1955)
- The Red Priest (1956)
- Mrs Dukes' Million (1977)[22]

## Exposicions
- 6 de juliol - 19 d'agost del 1956: Wyndham Lewis and Vorticism - Tate Britain (Londres)
- 14 de juny - 4 de setembre del 2011: The Vorticists: Manifesto for a Modern World - Tate Britain (Londres)
- 15 de febrer - 15 de juliol del 2012: Picasso & Modern British Art - Tate Britain (Londres)[23]